# Килбургер, Марк
Марк Килбургер (англ. Marc Kielburger; род. 1977 год, Канада) — канадский социальный предприниматель, менеджер, общественный деятель, публицист, борец за права детей, совместно с братом Крейгом Килбургером, создатель и руководитель организаций Свободу детям (англ. Free the Children) и Me to We.

## Биография
Марк Килбургер родился в 1977 году в Канаде.
Он обучался в частных колледжах Collège Jean-de-Brébeuf в Торонто (Канада) и в Neuchâtel Junior College в Невшателе (Швейцарии).
Марк успешно окончил Гарвардский университет, специализируясь в области международных отношений.
Получив Стипендию Родса Килбургер окончил Оксфордский университет, со степенью в области права.
В это время его младший брат Крейг глубоко впечатлившись историей проданного в рабство, бежавшим из него и впоследствии убитого мальчика Икбала Масиха из Пакистана, уговорил своих одноклассников создать детскую организацию, которая позже превратилась в крупнейшую в мире сеть детских организаций «Свободу детям» (англ. Free the Children).
После первых успехов дела у организации не заладились и финансы быстро пришли в упадок.
Ей пришлось отказаться от съёмных офисов и вернуться в родительский дом.
Именно в этот момент на выручку пришёл старший брат Крейга.
В тяжёлый момент Марк решил поддержать брата в его начинаниях, отклонив заманчивое предложение от Уолл-стритта и выступил сооснователем организации.
С тех пор братья шли рука об руку, занимаясь социальным предпринимательством.
В 2008 году Марк совместно с братом Крейгом создали организацию Me to We, деятельность которой направлена на реализацию социально значимых проектов и пропаганду экологически чистых продуктов.
Половину прибыли Me to We жертвует «Свободе детям», вторая часть реинвестируется в рост компании.

## Награды и премии
7 апреля 2010 года генерал-губернатор посвятил Марка Килбургера в члены Ордена Канады — удостоил высшей государственной гражданской награды Канады.
Марк удостоен Медали Бриллиантового юбилея королевы Елизаветы II.
Марк Килбургер является почётным доктором нескольких университетов, в том числе: Карлтонского, Гуэлфского, Капилано и других.

## Личная жизнь
Марк Килбургер женат на Роксанне Джоял (англ. Roxanne Joyal), которая является CEO проектов Free the Children и Me to We, у них двое детей.
В детстве Марк увлекался регби, проводя часть каждого лета в спортивном лагере.
Этим видом спорта он занимался и во время учёбы в Гарварде.